# Minamata-Übereinkommen

Quellen der globalen Quecksilber-Emissionen in die Luft (Stand 2010)

Das Minamata-Übereinkommen (auch: Quecksilber-Konvention, englisch Minamata Convention on Mercury) ist ein völkerrechtlicher Vertrag aus dem Jahr 2013, mit dem die Emissionen und Freisetzungen des Schwermetalls Quecksilber eingedämmt werden sollen. Die internationale Staatengemeinschaft sah die Notwendigkeit eines globalen Übereinkommens gegeben wegen der Fähigkeit des Quecksilbers „zur Bioakkumulation in Ökosystemen und seiner erheblichen negativen Folgen für die menschliche Gesundheit und die Umwelt“. Der Weg bis zur völkerrechtlichen Verbindlichkeit des Abkommens durch Ratifizierung von mindestens 50 Staaten dauerte mehr als drei Jahre. Seit dem 18. Mai 2017 ist diese Bedingung erfüllt, so dass das Übereinkommen am 16. August 2017 in Kraft trat.

## Vorgeschichte
Das Umweltprogramm der Vereinten Nationen (UNEP) war seit den 1970er-Jahren bestrebt, die anthropogene Umweltbelastung mit Quecksilber zu senken. Erste Programme und Studien mündeten 2007 in einem Beschluss des Verwaltungsrates, eine Arbeitsgruppe einzuberufen, um Optionen für zusätzliche freiwillige oder rechtlich verbindliche Maßnahmen zu prüfen. Die Beratungen führten im Februar 2009 zum Beschluss der Verwaltungsrates, die Verhandlungen für ein neues Übereinkommen zur Reduktion der Quecksilberemissionen in die Umwelt zu beginnen. Die Inhalte der Konvention wurden durch umfangreiche Studien zu Quecksilberemissionen und Auswirkungen auf die Gesundheit begründet und untermauert. Zwischen den Jahren 2009 und 2013 wurden fünf Konferenzen abgehalten, bis sich schließlich in Genf am 19. Januar 2013 rund 900 Delegierte aus über 140 Staaten auf der fünften internationalen Verhandlungsrunde auf einen Kompromiss einigten.
Die Unterzeichnung des Minamata-Übereinkommens erfolgte auf der Konferenz im südjapanischen Kumamoto am 10. und 11. Oktober 2013 durch 92 Staaten. Zu den Erstunterzeichnern zählten auch Deutschland, Österreich und die Schweiz. Die Schweizer Umweltministerin Doris Leuthard regte nach der Konferenz eine ähnliche Konvention für Cadmium an.
Anders als sonst üblich ist das Übereinkommen nicht nach dem Ort der letzten Verhandlungsrunde benannt. Es soll an die Minamata-Krankheit erinnern, die ab den 1950er-Jahren in der japanischen Hafenstadt Minamata auftrat: Der japanische Chemiekonzern Chisso hatte quecksilberhaltiges Wasser ins Meer geleitet und so bei 17.000 Menschen massive Quecksilbervergiftungen verursacht, an denen etwa 3000 Menschen starben.

### Ratifizierung
Für den völkerrechtlich verbindlichen Beitritt zur Konvention (Ratifizierung) ist in der Regel die Zustimmung des Parlamentes notwendig. Das Minamata-Übereinkommen trat 90 Tage nach der Ratifizierung durch den 50. Unterzeichnerstaat, am 18. Mai 2017, am 16. August 2017 in Kraft.
Die USA waren wegen eines Government Shutdowns bei der Unterzeichner-Konferenz nicht vertreten. So konnten sie als 93. Staat erst am 6. November 2013 unterzeichnen. Am selben Tag wurde jedoch auch die Annahme-Urkunde hinterlegt, so dass die USA der erste Staat waren, der ratifiziert hat.
Mit Stand Februar 2024 wurde das Abkommen von 148 Vertragsparteien ratifiziert.

Vertragsstaaten (Stand: Februar 2024)

## Weiterentwicklung
Vom 24. bis 29. September 2017 fand die erste Vertragsparteienkonferenz (COP) in Genf statt. Dort wurde auch beschlossen, den Sitz der Konvention in Genf anzusiedeln. Weitere Vertragsparteienkonferenzen fanden wie folgt statt:
- COP-2 (Genf), 19.–23. November 2018
- COP-3 (Genf), 25.–29. November 2019
- COP-4 (online; Bali), 1.–5. November 2021 (erster Teil), 21.–25. März 2022 (zweiter Teil)
- COP-5 (Genf), 30. Oktober–3. November 2023

## Inhalt
Das Abkommen setzt sich zum Ziel, die menschliche Gesundheit und die Umwelt vor anthropogenen Emissionen und Freisetzungen von Quecksilber und Quecksilberverbindungen zu schützen. Dieses Ziel soll mit einem Bündel von Maßnahmen erreicht werden; sie betreffen:
- Bergbau
- Handel
- Verwendung von Quecksilber in Produkten und Prozessen
- Emission von Quecksilber in die Luft bei industriellen Prozessen (u. a. Kohlekraftwerke, Nichteisenmetallproduktion, Abfallverbrennung, Zementproduktion)
- Freisetzung von Quecksilber in Böden und Gewässern
- Nutzung von Quecksilber bei der kleingewerblichen Goldgewinnung
- Altlasten / mit Quecksilber kontaminierte Flächen
- Abfallwirtschaft
- gesundheitliche Aspekte

Darüber hinaus enthält das Übereinkommen Mechanismen zur Bewertung der Wirksamkeit und zur Überprüfung der Einhaltung (Compliance) des Übereinkommens. Wie in anderen Umweltübereinkommen auch sind die Regelungen in unterschiedlichem Maße verbindlich. So gibt es einerseits klare Verpflichtungen, z. B. im Bereich von Produkten und Prozessen, Handel und Abfallbehandlung. Zu den in Zukunft weltweit verbotenen oder in ihrem Quecksilbergehalt beschränkten Produkten gehören unter anderem: Thermometer, Barometer, Manometer, Schalter und Relais, Leuchtstofflampen und Quecksilberdampflampen (jeweils nur bestimmte Typen), Batterien, Kosmetika und Pestizide.
Die Nutzung von Dentalamalgam wurde eingehend diskutiert, auch wenn Zahnamalgam vergleichsweise wenig zur Quecksilberbelastung der Umwelt beiträgt. Dies mündete mit ausdrücklicher Zustimmung der betroffenen Zahnärzteorganisationen (z. B. der FDI World Dental Federation) zunächst in einem sogenannten „Phase Down“ (Reduktion der Verwendung) ohne spezielle Zeitvorgabe. Dies sollte den Bedürfnissen einer medizinischen Versorgung der Patienten (Versorgungssicherheit) unter Berücksichtigung der Fragen zur Umweltbelastung durch Quecksilber aus Zahnamalgam Rechnung tragen. Hierbei ist aber die Erfüllung mindestens zweier Voraussetzungen nötig: u. a. Forderungen nach verbesserter Prävention, vermehrter Forschung zu neuen Füllungswerkstoffen als Ersatz von Amalgam und umfangreichere Ausbildung über quecksilberfreie Füllungsmaterialien. Bei der dritten der Conferences of Parties (COP) von November 2019 wurden Unterlagen für ein geplantes „Phase Out“ (Nichtverfügbarkeit) von Zahnamalgam gefordert. Im Rahmen der 4. COP wurde schließlich ein weiterer „Phase Down“ bevorzugt; die 4. COP aufteilt (1. Teil November 2021, 2. Teil Ende März 2022). Bei der 4. COP wurde zudem beschlossen, dass bei Schwangeren, stillenden Frauen, Kindern unter 15 Jahren und allgemein bei Milchzähnen Zahnamalgam nicht mehr für eine Dentalrestauration verwendet werden soll, außer der Zahnarzt erachtet dies als nötig. Zudem soll Amalgam nur noch in verkapselter Form eingesetzt werden.
Zu den Prozessen, in denen Quecksilber nicht mehr oder zumindest weniger verwendet werden soll, gehören die Produktion von Vinylchlorid-Monomer (VCM), Alkoholat, Chlor-Alkali und Polyurethan.
Andererseits ist im Bereich Emissionen nur die Vorgabe genannt, dass die Vertragsparteien Maßnahmen zur Senkung von Emissionen ergreifen und hierzu die Nutzung bester verfügbarer Techniken und bester Umweltschutzpraktiken vorschreiben. Die konkrete Ausgestaltung dieses Gebotes ist den Vertragsparteien überlassen; die erste Vertragsstaatenkonferenz verabschiedete Leitfäden, die als Vorbild dienen können. Ein analoger Ansatz ist für Freisetzungen in Böden und Gewässern vorgesehen, jedoch konnte sich die dritte Vertragsstaatenkonferenz nicht darauf einigen, für welche Industriesektoren die Regelungen angewendet werden sollen.
Von geringerer Bindewirkung sind die Abschnitte zum Altlasten-Management, zur kleingewerblichen Goldgewinnung und zu gesundheitlichen Aspekten. Hier werden zwar auch Ziele formuliert, aber abgesehen von der Erstellung nationaler Aktionspläne für die Goldgewinnung keine konkreten Anforderungen. Die Berücksichtigung dieser Themenfelder ist die Grundlage für internationale Unterstützungsprogramme, z. B. im Rahmen der globalen Umweltfazilität.
Im Übereinkommen sind Mechanismen zur Weiterentwicklung vorgesehen. So wurde bei der dritten Vertragsstaatenkonferenz eine Überprüfung der Anhänge A und B gestartet. Mehrere Vertragsparteien kündigten zugleich Vorschläge für eine Erweiterung der Verbotslisten an (u. a. zu Dentalamalgam).

## Bewertungen
Nach einer längeren Pause gelang es der internationalen Staatengemeinschaft, wieder ein Übereinkommen im Bereich Chemikaliensicherheit zu beschließen. Das zuvor letzte, das Stockholmer Übereinkommen über persistente organische Schadstoffe, wurde in den 1990er Jahren verhandelt und trat 2004 in Kraft. Das Übereinkommen wurde vielfach als großer Fortschritt bewertet. Dies liegt zum einen daran, dass ein breiter ganzheitlicher Ansatz verfolgt wurde und das Übereinkommen Elemente und Strukturen enthält, die anderswo nur teilweise vorhanden sind (u. a. Mechanismen zur Überprüfung der Einhaltung des Übereinkommens und zur Wirksamkeitsbewertung).
Auf der anderen Seite sind in einigen Themenbereichen die Regelungen so verbindlich gefasst, wie es z. B. in der EU der Fall ist (z. B. im Bereich von Emissionen und Abfallbeseitigung). Auch anfängliche Überlegungen, das Übereinkommen von Beginn an breiter aufzustellen und z. B. für andere Schwermetalle wie Blei und Cadmium zu öffnen, fanden keine einhellige Unterstützung. Daher wurde die Konvention aufgrund ihrer großzügigen Übergangszeiträume und Ausnahmeregelungen zum Teil lediglich als ein „Etappensieg“ auf dem Weg zur Quecksilberminderung eingeschätzt.
Ein früher Entwurf der Konvention sah auch das Verbot von Quecksilber als Konservierungsstoff in Impfmitteln vor (Thiomersal). Laut einem Pressebericht warnten „Weltgesundheitsorganisation, Kinderärzte und die Gavi-Allianz für Impfstoffe und Immunisierung“ davor, dass ohne dieses Konservierungsmittel „Millionen Kinder in der Dritten Welt Gefahr laufen, an Infektionskrankheiten zu sterben“, während in den Industrieländern Thiomersal kaum noch eine Rolle spiele. Dieser Entwurf fand schließlich keinen Niederschlag in der Konvention.
Während der Unterzeichner-Konferenz in Kumamoto wurde kritisiert, „dass das Abkommen weder auf die Entschädigung von Opfern eingeht, noch auf die Frage, wer zur Sanierung quecksilberverseuchter Gebiete in die Pflicht genommen werden soll.“